# Política medioambiental de la Unión Europea

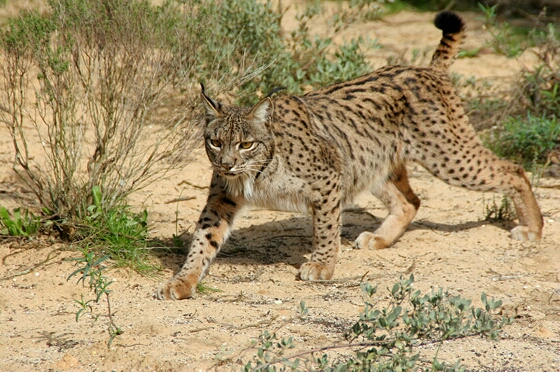
El lince ibérico cuenta con el Programa LIFE-Lince, para llevar acciones que eviten la extinción de esta especie en grave peligro.

La política medioambiental de la Unión Europea es un ámbito en el que dicha organización tiene competencias. La Unión cuenta con una de las legislaciones climáticas y medioambientales más estrictas del mundo, la cual se introdujo después de estar varias décadas estudiando los principales problemas medioambientales existentes en la Unión. Las actividades prioritarias en relación con el medio ambiente se enfocan en la lucha contra el cambio climático (leyes sobre emisiones y estrategia energética comunitaria), mantener la biodiversidad (Red Natura 2000, Lugares de Importancia Comunitaria (LIC), Zonas Especiales de Conservación, etc), reducir los problemas de salud derivados de la contaminación y el uso de los recursos naturales de manera más responsable. De esta forma, lo que se persigue con estas políticas es la protección del medio natural, de una manera que se contribuya al crecimiento económico, impulsando la innovación y la empresa. La Unión Europea ha puesto en marcha a través de un libro de medidas, un paquete ambicioso que marque su propio liderazgo en la preparación para un acuerdo mundial. En ese sentido, se ha convertido en la primera potencia mundial que adopta objetivos jurídicos vinculantes de tal alcance en materia de clima y energía.
| Marco básico de la política medioambiental de la Unión Europea |
| --- |
| - Los programas de acción en materia de medio ambiente - Estrategias horizontales - Cooperación internacional en materia de medio ambiente - Evaluación de impacto ambiental y participación pública - Aplicación, cumplimiento y seguimiento |

Según las instituciones comunitarias, su política medioambiental se basa en “los principios de cautela, prevención, corrección de la contaminación en su fuente y «quien contamina paga»”. En este sentido los programas plurianuales en materia de medioambiental fijan el marco de acción en todos los ámbitos políticos relativos que luego se integran en estrategias horizontales y se tienen en cuenta en las negociaciones internacionales relacionadas.
Esta política europea se remonta 1972 cuando el Consejo Europeo (tras la Cumbre de la Tierra de Estocolmo) reconoció la necesidad de establecer una política medioambiental que acompañara la expansión económica. Ya en 1987, mediante el Acta Única Europea, se introdujo un título sobre medio ambiente, que constituyó la primera base jurídica para una política común en la materia, con el objetivo de proteger la salud humana y garantizar la adecuada gestión de los recursos naturales. Posteriormente con el Tratado de Maastricht, el ámbito medioambiental se convirtió en un ámbito oficial de la política comunitaria, se introdujo el procedimiento de codecisión y el Consejo institunializó la votación por mayoría cualificada. En 1999 el Tratado de Ámsterdam integró la obligación de integrar la protección medioambiental en todas las políticas de la UE para promover el desarrollo sostenible. Con el Tratado de Lisboa, la «lucha contra el cambio climático» pasó a ser un objetivo comunitario específico en las relaciones con terceros países, al igual que el desarrollo sostenible.
Una acción destacada dentro de esta política medioambiental es la red Natura 2000, una red ecológica europea de áreas de conservación de la biodiversidad. Consta de Zonas Especiales de Conservación designadas de acuerdo con la Directiva Hábitat, así como de Zonas de Especial Protección para las Aves (ZEPA) establecidas en virtud de la Directiva de Aves. Su finalidad es asegurar la supervivencia a largo plazo de las especies y los hábitats más amenazados de Europa, contribuyendo a detener la pérdida de biodiversidad ocasionada por el impacto adverso de las actividades humanas. Es el principal instrumento para la conservación de la naturaleza en la Unión Europea.
La UE cuenta además con la Agencia Europea de Medio Ambiente (AEMA), que tiene por misión facilitar a la UE y a los países miembros la toma de decisiones sobre la mejora del medio ambiente, y coordinar la Red europea de información y observación del medio ambiente.

## Antecedentes
La Conferencia de Naciones Unidas sobre el Medio Ambiente Humano (CNUMAH) también conocida como Conferencia de Estocolmo fue una conferencia internacional convocada por la Organización de Naciones Unidas celebrada en Estocolmo, Suecia entre el 5 y el 16 de junio de 1972. Fue la primera gran conferencia que se organizó sobre cuestiones medioambientales, y marcó un punto de inflexión en el desarrollo de la política internacional en dicha tarea.

## Historia
La política europea en materia de medio ambiente se remonta 1972 cuando el Consejo Europeo (tras la Cumbre de la Tierra de Estocolmo) reconoció la necesidad de establecer una política medioambiental que acompañara la expansión económica. Ya en 1987, mediante el Acta Única Europea, se introdujo un título sobre medio ambiente, que constituyó la primera base jurídica para una política común en la materia, con el objetivo de proteger la salud humana y garantizar la adecuada gestión de los recursos naturales. Posteriormente con el Tratado de Maastricht, el ámbito medioambiental se convirtió en un ámbito oficial de la política comunitaria, se introdujo el procedimiento de codecisión y el Consejo institunializó la votación por mayoría cualificada. En 1999 el Tratado de Ámsterdam integró la obligación de integrar la protección medioambiental en todas las políticas de la UE para promover el desarrollo sostenible. Con el Tratado de Lisboa, la «lucha contra el cambio climático» pasó a ser un objetivo comunitario específico en las relaciones con terceros países, al igual que el desarrollo sostenible.
Además, la integración de consideraciones medioambientales en otros ámbitos políticos de la UE —aspecto que apareció por primera vez a raíz de una iniciativa del Consejo Europeo de Cardiff (1998)— ha pasado a ser un concepto en las políticas europeas. La primera estrategia de desarrollo sostenible en la Unión Europea se realizó en 2001, y posteriormente se actualizó en 2006, ya que se quería mejorar las deficiencias derivadas de los nuevos retos. Esta política se centra fundamentalmente en el cambio climático, en la política energética, así como en la educación, la investigación y la financiación pública para conseguir instalar patrones sostenibles de producción y consumo.
En 2020 la AEMA manifestó que la pandemia de enfermedad por coronavirus, que ha sumido a la Unión Europea en una crisis sin precedentes, tenga un impacto considerable “en los esquemas de producción y consumo, como por ejemplo la reducción de la demanda en materia de transporte, en concreto el tráfico aéreo internacional y los desplazamientos diarios de vehículos privados”. No obstante consideró que para comprender el alcance de los efectos se debe analizar los datos de distintos ámbitos después de la crisis, por lo que tiene previsto evaluar las interrelaciones de los datos y compartir los resultados de estos análisis en el momento oportuno. También ha recordado que la UE aspira a lograr la neutralidad climática a través de “una reducción gradual e irreversible de las emisiones y mediante el establecimiento de objetivos a largo plazo”.

## Base jurídica
Según los artículos 11 y 191 a 193 del Tratado de Funcionamiento de la Unión Europea (TFUE), esta organización es competente para actuar en los ámbitos de la política medioambiental, aunque su ámbito de actuación se ve limitado por el principio de subsidiariedad. También sus competencias se ven limitadas por el requisito de unanimidad en el Consejo en varios ámbitos como asuntos fiscales, gestión cuantitativa de los recursos hídricos, elección de fuentes de energía, utilización del suelo y estructura del abastecimiento energético.

## Principios generales
Principio de precaución
Principio de «quien contamina paga»
El principio contaminador-pagador, quien contamina paga, pago por contaminación o pago por haber contaminado, trata de establecer un marco de responsabilidad medioambiental y sirve para la prevención y reparación de los daños ambientales provocados por un operador.
Un operador es cualquier persona física o jurídica, privada o pública, que desempeñe una actividad profesional y que ostente una responsabilidad económica determinante sobre el funcionamiento técnico de esa actividad.
Su desarrollo normativo se encuentra en la Directiva 2004/35/CE del Parlamento Europeo y del Consejo, de 21 de abril de 2004, sobre responsabilidad medioambiental en relación con la prevención y reparación de daños medioambientales.
La consideración es que la prevención y reparación de los daños, debe llevarse a cabo mediante el fomento del principio
con arreglo al cual «quien contamina paga», tal y como se establece en el Tratado.
El principio fundamental de esta Directiva consiste en que un operador, cuya actividad haya causado daños
al medio ambiente, o haya supuesto una amenaza inminente de tales daños, sea declarado responsable desde el
punto de vista financiero, a fin de inducir a los operadores, a adoptar medidas y desarrollar prácticas dirigidas a
minimizar los riesgos de que se produzcan daños medioambientales, de forma que se reduzca su exposición
a responsabilidades financieras.
De acuerdo con este principio, un operador que cause daños medioambientales, o que amenace de forma inminente con causar tales daños, debe sufragar el coste de las medidas preventivas o reparadoras necesarias, para dejar el lugar tal como estaba antes del daño (reparación de la legalidad).
Principio de Integración Ambiental en las políticas europeas
En 2006, se revisa la Estrategia de la Unión Europea para un Desarrollo Sostenible, culminando el proceso iniciado en el Consejo Europeo de Gotemburgo de 2001. Esta estrategia viene a completar la Agenda de Lisboa para convertir a la UE “en la economía del conocimiento más competitiva y más dinámica del mundo, capaz de un crecimiento económico sostenible acompañado de una mejora cuantitativa y cualitativa del empleo y de una mayor cohesión social”.
En el periodo de programación 2007-2013 el desarrollo sostenible se confirma como uno de los más importantes principios de la política de cohesión. Así se recoge en las Orientaciones Estratégicas Comunitarias, con su posterior reflejo en el Reglamento (CE) n.º 1083/2006 del Consejo por el que se establecen las disposiciones generales relativas al Fondo Europeo de Desarrollo Regional, al Fondo Social Europeo y al Fondo de Cohesión.
En la práctica, las acciones que son respaldadas por las políticas de cohesión y los diferentes fondos, deben cumplir los estándares y requisitos ambientales, de acuerdo con lo fijado en la legislación comunitaria, olvidándose de la política agrícola común (PAC). De igual modo, se pretende que las actuaciones cofinanciadas por las políticas de cohesión contribuyan y refuercen la consecución de los principales objetivos de la UE en materia de medio ambiente.

## Directivas
Directiva de Aves
La Directiva de Aves (más formalmente conocida como la Directiva 2009/147/CE del Parlamento Europeo y del Consejo de 30 de noviembre de 2009 relativa a la conservación de las aves silvestres) es una directiva de la Unión Europea adoptada en el año 2009. Reemplaza a la Directiva 79/409/CEE del Consejo, de 2 de abril de 1979, relativa a la conservación de las aves silvestres, modificada en varias ocasiones y de forma sustancial, por lo que, en aras de la claridad, se consideró conveniente proceder a la codificación de dicha Directiva en el año 2009. Es una de las dos directivas de la Unión Europea en relación con la vida silvestre y la conservación de la naturaleza, siendo la otra la llamada Directiva de Hábitats.
Su propósito es proteger todas las aves silvestres europeas y los hábitats de una serie de especies, en particular a través de la designación de zonas de especial protección (ZEPA).
Directiva de Eficiencia Energética
La Directiva de Eficiencia Energética o Energy Efficiency Directive (en adelante, EED) es la principal norma europea para la consecución de los objetivos de reducción del consumo energético asumidos por la UE. Afecta a todos los sectores de actividad económica, incluida la edificación, que está sometida simultáneamente a otra norma, la Directiva de eficiencia energética en edificios.
Directiva de eficiencia energética en edificios
Directiva Hábitats
Directiva marco del agua
La Directiva marco del agua (DMA) es una norma del Parlamento Europeo y del Consejo de la Unión Europea por la que se establece un marco de actuación comunitario en el ámbito de la política de aguas. Nace con la vocación de garantizar la protección de las aguas y promover un uso sostenible que garantice la disponibilidad del recurso natural a largo plazo.
Directiva de Prevención y Control Integrado de la Contaminación
Directiva sobre Diseño Ecológico
La Directiva de Ecodiseño (Directiva 2009/125/EC)
de la Unión Europea establece un marco para establecer requisitos ecológicos obligatorios para los productos energéticos y los productos energéticos vendidos en los 28 Estados miembros. Actualmente, su ámbito abarca más de 40 grupos de productos (como calderas, iluminación eléctrica, TVs y frigoríficos), que son responsables de alrededor del 40% de todas las emisiones de Gases de efecto invernadero de la UE.
El objetivo final de la Directiva de Ecodiseño es que los fabricantes de productos que consumen energía se vean obligados, en la fase de diseño, a reducir el consumo de energía y otros impactos medioambientales negativos de los productos. Si bien el objetivo principal de la Directiva es reducir el consumo de energía, también tiene por objeto hacer cumplir otras consideraciones medioambientales, entre ellas: el uso de materiales; uso de agua; Emisiones contaminantes; problemas de residuos y reciclabilidad.

## Agencia Europea de Medio Ambiente
La Agencia Europea de Medio Ambiente (AEMA) es una agencia reguladora de la Unión Europea. La AEMA se encarga de proporcionar información independiente sobre el medio ambiente, información que sirve de apoyo al ciudadano y a aquellos involucrados en desarrollar, adoptar, aplicar y evaluar las políticas ambientales.
La AEMA se rige por un Consejo de Administración, compuesto por representantes de los gobiernos de sus 32 países miembro, la Comisión Europea y el Parlamento Europeo.
La AEMA fue legalmente establecida mediante un reglamento, el Reglamento (EEC) N.º 1210/1990. Este reglamento ha sido objeto de varias modificaciones posteriores en 1999 y fue codificado (refundido en la tradición legislativa española) en 2009. Tras la creación legal de la Agencia, un grupo de expertos puso en marcha la misma, para convertirse en un órgano operativo en 1994, estableciendo su sede en la capital danesa, Copenhague, lugar en el cual todavía opera. 
La Agencia tiene en la actualidad 32 miembros de pleno derecho y 6 países colaboradores. La Agencia se asocia con sus países miembros y colaboradores en la denominada Red europea de información y observación del medio ambiente (Eionet). La Agencia actúa como coordinadora de la red, siendo responsable de igual forma de su desarrollo y sus actividades. La red Eionet se estructura mediante los denominados Puntos Focales Nacionales (PFN) y los Grupos de Eionet, que se centran en temas ambientales concretos. Los PFN y los Grupos de Eionet, constituyen una tupida red de contactos que involucran a cerca de 350 instituciones distintas.

## Programa LIFE
El programa LIFE ('vida' en inglés pero acrónimo del francés 'L’Instrument Financier pour l’Environnement') es un instrumento de la Unión Europea (UE) para financiar proyectos de conservación medio ambientales y el desarrollo de políticas y legislación comunitaria en materia medioambiental. De esta forma cofinancian iniciativas medioambientales en la UE y en ciertos países del Mar Báltico, Mediterráneos, de Europa Central y del Este y de algunos terceros países. 